# Solarpark Kamuthi
Der Solarpark Kamuthi, zum Teil auch als Solarpark Tamil Nadu bezeichnet, ist eine Photovoltaik-Freiflächenanlage nahe der indischen Stadt Kamuthi im Bundesstaat Tamil Nadu. Die installierte Leistung beträgt 648 MW, womit die Anlage bei Inbetriebnahme der leistungsstärkste Solarpark der Welt war. Zuvor hatte diese Position der in den USA liegende Solarpark Solar Star mit 579 MWp inne. Das jährliche Regelarbeitsvermögen entspricht dem jährlichen Stromverbrauch von ca. 150.000 Haushalten.
Errichtet wurde die Anlage auf einer Fläche von ca. 10 km², die Bauzeit betrug acht Monate. Verbaut wurden ca. 2,5 Millionen einzelner Solarmodule. Ebenfalls errichtet wurde eine robotergesteuerte Reinigungsanlage, die die Module von Schmutz säubert. Die Baukosten des Solarparks betrugen umgerechnet ca. 679 Mio. US-Dollar. Der Anschluss ans indische Stromnetz erfolgt über fünf einzelne Umspannwerke, die Mitte 2016 in Betrieb genommen wurden. Die Inbetriebnahme fand im September 2016 statt.